# Пеницилл Соппа
Пеници́лл (пеници́ллий) Со́ппа (лат. Penicíllium sóppii) — вид несовершенных грибов (телеоморфная стадия неизвестна), относящийся к роду Пеницилл (Penicillium).

## Описание
Колонии на агаре Чапека до 5,5 см в диаметре на 14-е сутки, бархатистые до почти шерстистых, сверху покрытые рыхло расположенными вегетативными гифами, необильно спороносящие в светло-серо-зелёных тонах. Экссудат обильный, в виде крупных желтоватых капелек. Реверс светло-серый, с красновато-коричневым или винно-серым оттенком, в среду иногда выделяется янтарный пигмент.
Образует мягковатые склероции 50—60 мкм в диаметре, затем розоватые, до 200—300 мкм в диаметре.
На CYA колонии на 14-е сутки около 6 см в диаметре, обильно спороносящие в сине-зелёных тонах, с коричным реверсом, выделяют в среду очень бледный янтарный пигмент. Экссудат в виде многочисленных светло-жёлтых капелек.
На агаре с солодовым экстрактом (MEA) колонии бархатистые до почти шерстистых, обильно спороносящие по всей поверхности, без экссудата. Реверс светло-жёлтый, растворимый пигмент не выделяется.
Конидиеносцы двухъярусные, отходящие от субстратных гиф, обычно 300—450 мкм длиной, гладкостенные или едва шероховатые, почти всегда без боковых веточек и метул. Метулы в конечной мутовке по 3—7, 10—14 мкм длиной, равные, обычно без вздутия на верхушке. Фиалиды параллельные, 8—10 мкм длиной. Конидии от шаровидных до широкоэллипсоидальных, гладкостенные, в среднем 3—3,2 × 2,4—2,8 мкм.

### Отличия от близких видов
Определяется по светло-розовым склероциям и светло-зелёному спороношению, гладким или несколько шероховатым снизу конидиеносцам с мутовкой равных не вздутых метул, неравным по форме и размерам конидиям и бледному реверсу колоний. Penicillium miczynskii отличается более мелкими конидиями и ярко-жёлтым реверсом на агаре Чапека. Penicillium raistrickii отличается более мелкими конидиями и шероховатыми конидиеносцами.

## Экология
Широко распространённый, преимущественно почвенный гриб. Психротолерантный вид, часто выделяемый из горных и высокоширотных почв, а также из почв хвойных лесов.

## Таксономия
Вид назван по имени шведского микробиолога Улава Юхана Соппа (1860—1931), исследователя пенициллов.
Penicillium soppii K.Zaleski, Bull. Int. Acad. Polon. Sci., Sér. B., Sci. Nat. 476 (1927).

### Синонимы
- Penicillium matris-meae K.Zaleski, 1927
- Penicillium michaelis Quintan., 1977
- Penicillium rolfsii var. sclerotiale Novobr., 1974
- Penicillium severskii Schekh., 1979